# Podara
Podara è una suddivisione dell'India, classificata come census town, di 16.806 abitanti, situata nel distretto di Howrah, nello stato federato del Bengala Occidentale. In base al numero di abitanti la città rientra nella classe IV (da 10.000 a 19.999 persone).

## Geografia fisica
La città è situata a 22° 33' 35 N e 88° 16' 17 E.

## Società

### Evoluzione demografica
Al censimento del 2001 la popolazione di Podara assommava a 16.806 persone, delle quali 8.836 maschi e 7.970 femmine. I bambini di età inferiore o uguale ai sei anni assommavano a 1.790, dei quali 968 maschi e 822 femmine. Infine, coloro che erano in grado di saper almeno leggere e scrivere erano 13.029, dei quali 7.176 maschi e 5.853 femmine.